# Lethe (Naturschutzgebiet)
Die Lethe ist ein Naturschutzgebiet in den niedersächsischen Gemeinden Garrel im Landkreis Cloppenburg sowie Großenkneten und Wardenburg im Landkreis Oldenburg.

## Allgemeines
Das Naturschutzgebiet mit dem Kennzeichen NSG WE 316 ist rund 39 Hektar groß. Es ist vollständig Bestandteil des FFH-Gebiets „Sager Meer, Ahlhorner Fischteiche und Lethe“ und oberhalb der Querung durch die Kreisstraße 124 zwischen Hundsmühlen und Tungeln größtenteils von den Landschaftsschutzgebieten „Lethe-Tal und Staatsforst Tüdick“ und „Lethetal“ sowie unterhalb der Querung größtenteils vom Landschaftsschutzgebiet „Mittlere Hunte“ umgeben. Im Süden grenzt es an das Naturschutzgebiet „Ahlhorner Fischteiche“ und im Norden an die Naturschutzgebiete „Mittlere Hunte“ und „Osternburger Kanal“. Das Gebiet steht seit dem 1. August 2019 unter Naturschutz. Es ersetzt im Geltungsbereich der Naturschutzverordnung die bisherigen Landschaftsschutzgebiete „Lethetal“, „Lethe-Tal und Staatsforst Tüdick“ und „Mittlere Hunte“. Zuständige untere Naturschutzbehörde sind die Landkreise Cloppenburg und Oldenburg.

## Beschreibung

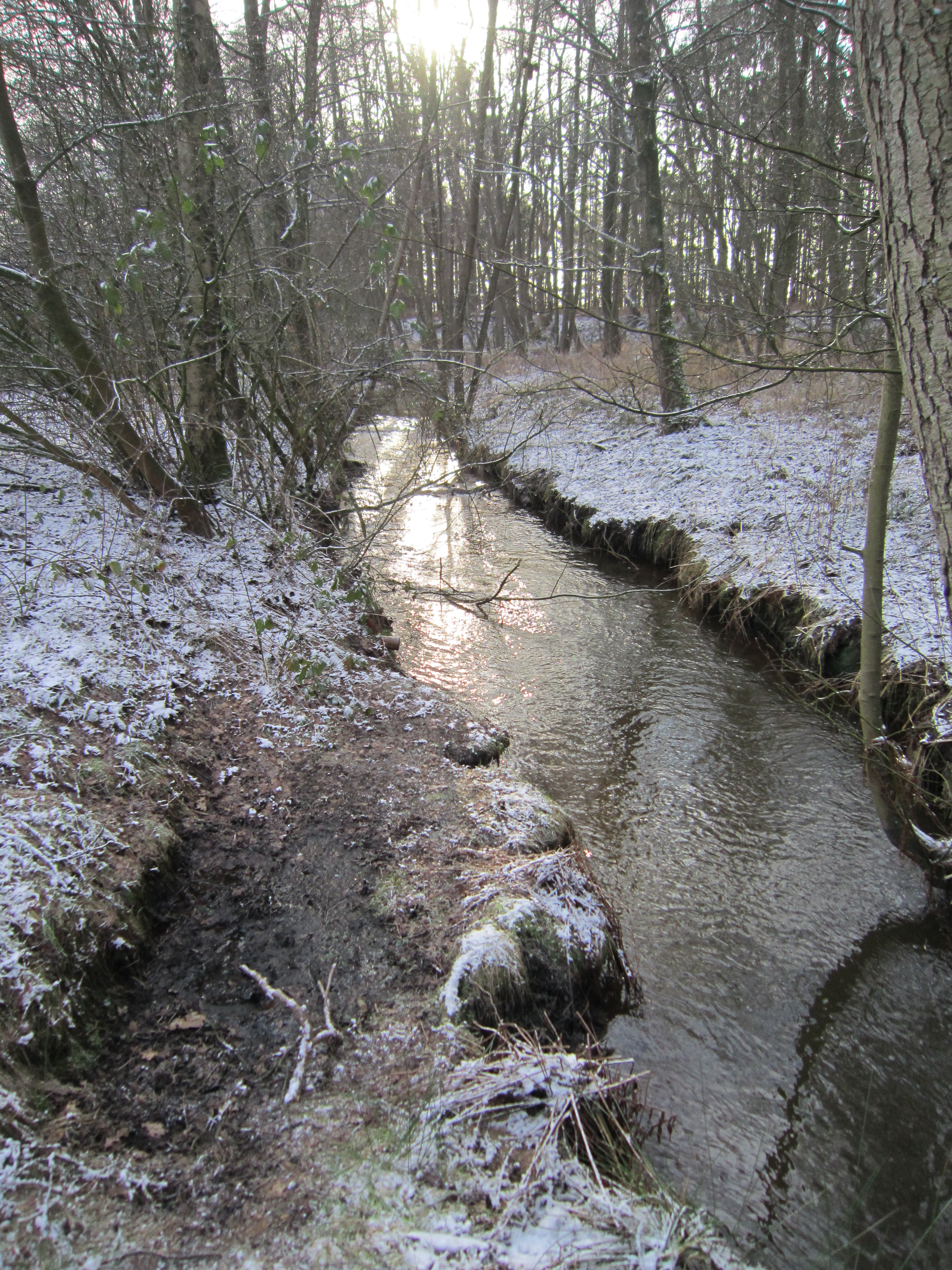
Südlichster Abschnitt des NSG unterhalb des Schafstalls Bissel-Heide

Das Naturschutzgebiet liegt südlich von Oldenburg. Es erstreckt sich entlang der Lethe etwas oberhalb der Querung durch die Landesstraße 871 zwischen Garrel und Großenkneten bis zu ihrer Mündung in den Osternburger Kanal bei Oldenburg und umfasst den Flusslauf mit den angrenzenden Gewässerrandstreifen sowie stellenweise auch daran angrenzende Flächen. Zur Wiederherstellung der Durchgängigkeit des Fließgewässers wurden vorhandene Wehre wie das Mühlenwehr an der Wardenburger Wassermühle durch Sohlgleiten ersetzt. Im Rahmen von Renaturierungsmaßnahmen wurden Kiesbänke als Laich- und Aufwuchshabitate für kieslaichende Fischarten geschaffen. Bei Halenhorst wurde ein naturnaher Verlauf der Lethe wiederhergestellt und der vorherige, begradigte Lauf des Flusses verschlossen.
Die Lethe durchfließt am Beginn des Naturschutzgebietes zunächst vielfach bewaldete Flächen mit Auwaldcharakter, bevor ihre Niederung überwiegend landwirtschaftlich als Grünland bzw. Acker genutzt wird. Große Abschnitte der Lethe sind begradigt, abschnittsweise verfügt sie aber auch über eine hohe Naturnähe beispielsweise mit unterschiedlichen Sohlstrukturen. In der Lethe siedelt flutende Wasservegetation. Die Gewässerrandstreifen werden teilweise von feuchten Hochstaudenfluren, Röhrichten sowie Sauergras-, Binsen- und Staudenrieden eingenommen. Hier siedeln beispielsweise Mädesüß, Baldrian, Zottiges Weidenröschen, Blutweiderich, Wasserdost und Rohrglanzgras. In einem im Naturschutzgebiet vorhandenen Stillgewässer siedeln Laichkraut- und Froschbissgesellschaften unter anderem mit Alpen-Laichkraut, Wasserhahnenfuß, Ährigem Tausendblatt und Wasserfeder. Weiterhin beherbergt das Naturschutzgebiet u. a. Wechselblütiges Tausendblatt, Biegsame Glanzleuchteralge, Gewöhnlichen Wasserschlauch, Einfachen Igelkolben, Wasserstern, Drachenwurz, Sumpfdotterblume, Sumpfschwertlilie, Bachquellkraut und Uferwolfstrapp.
Die Lethe ist Wanderkorridor und Lebensraum für Fluss- und Bachneunauge, aber auch die Meerforelle ist wieder heimisch. Weiterhin beherbergt die Lethe Rapfen, Moderlieschen, Steinbeißer und Karausche, die Große Erbsenmuschel, verschiedene Köcherfliegen und Libellen, darunter Gebänderte Prachtlibelle, Gemeine Heidelibelle, Blutrote Heidelibelle, Sumpfheidelibelle und Gemeine Binsenjungfer.